# Ćurs
Ćurs (tur. kursu — propovjedaonica, govornica u džamiji), objekt koji je dio interijera džamije. S njega imam obično drži vaz ili čita Kuran neposredno prije ili neposredno poslije nekog namaza. Kod novijih džamija nema tog objekta ili nije u klasičnom obliku. 
Pojam „Kursijj“, znači Pijedestal ili Postolje odnosno, Ćurs. Prevedeno je shodno kontekstualnome značenju s imenicom „moć“ jer se upravo misli, da Alah vlada nad svim, da ima moć nad svime što postoji, bez obzira kako to nešto bilo veliko, snažno, moćno i slično.

## Vanjske poveznice
- Kaligrafska radnja Ćurs u džamiji Ebu-Bekr u Velikom Lugu u Bihaću